# 马英亮
马英亮（1930年2月—1989年7月23日），男，回族，宁夏银川人，中华人民共和国政治人物，宁夏回族自治区人民政府原副主席。

## 生平
1950年加入中国共产党。历任中共银川地委统战部副部长、部长，地委副秘书长，中共宁夏回族自治区统战部办公室主任等职。1959年11月，任银川市副市长，分管农业工作。1965年调任中国人民解放军生产建设兵团宁夏农业建设十三师副参谋长。文化大革命期间受到冲击。1978年后，历任宁夏盐环扬水工程指挥部副指挥，宁夏回族自治区水利局副局长、党委副书记、局长等职。
1983年2月，任宁夏回族自治区人民政府副主席、区党委常委。1989年7月23日在银川病逝。